# خمیس المری

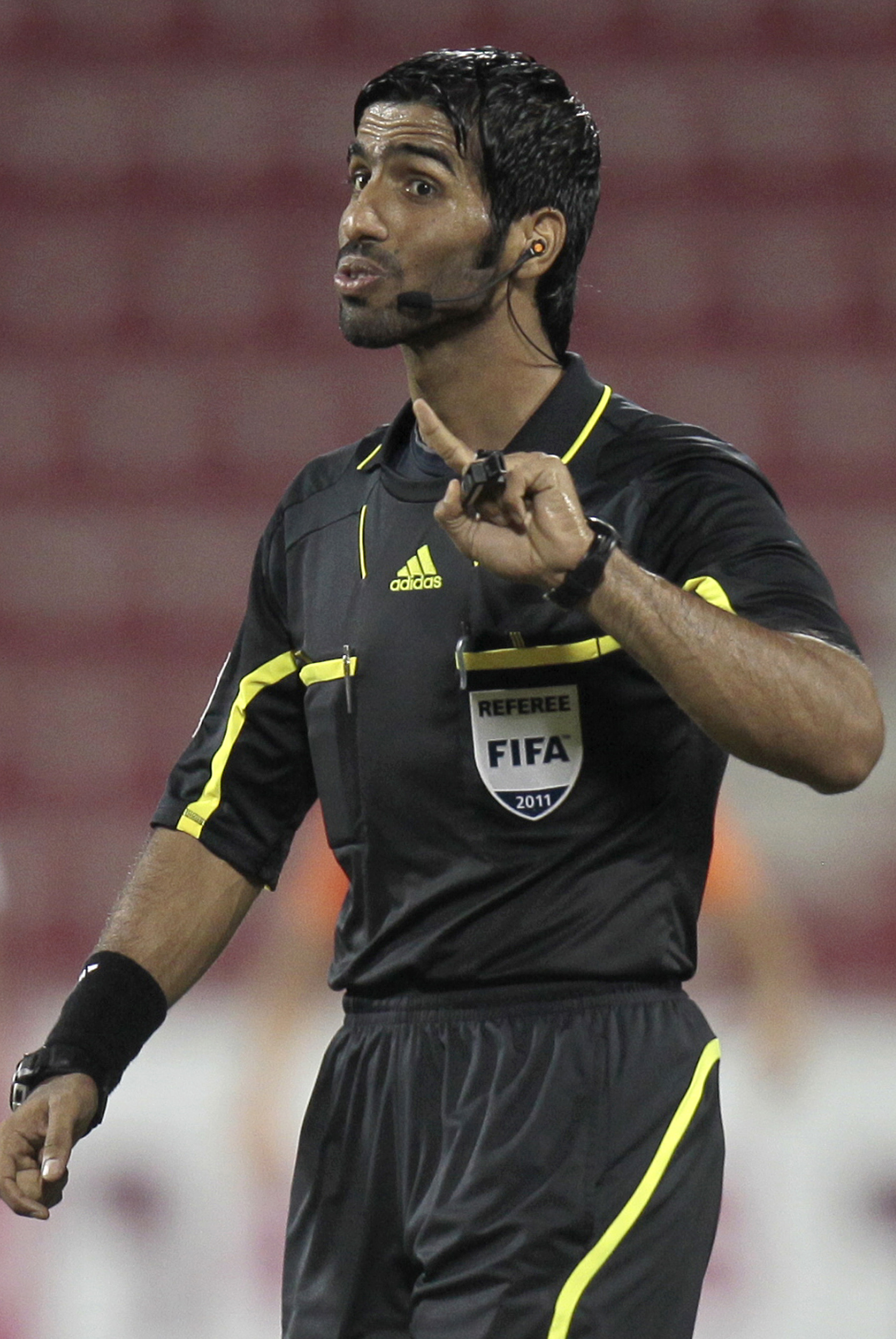
خمیس المری در سال ۲۰۱۱

خمیس المری (به انگلیسی: Khamis Al Marri) (تولد ۱۹۸۴ میلادی) یک داور فوتبال اهل کشور قطر است.
او از سال ۲۰۱۰ به عنوان داور بین‌المللی فیفا می‌باشد.
وی در لیگ قهرمانان آسیا قضاوت کرده‌است.